# گروه آیکونیکس برند
گروه آیکونیکس برند (انگلیسی: Iconix Brand Group) شرکت پوشاک آمریکایی است، که در سال ۱۹۷۸ تأسیس شد.